# 세바스티앵 그룰
세바스티앵 그룰(프랑스어: Sébastien Groulx, 1974년 10월 29일 ~ )은 캐나다의 역도 선수이다. 2000년 하계 올림픽 라이트급에 캐나다 국가대표로 참가하였다.